# Shinichi Ito

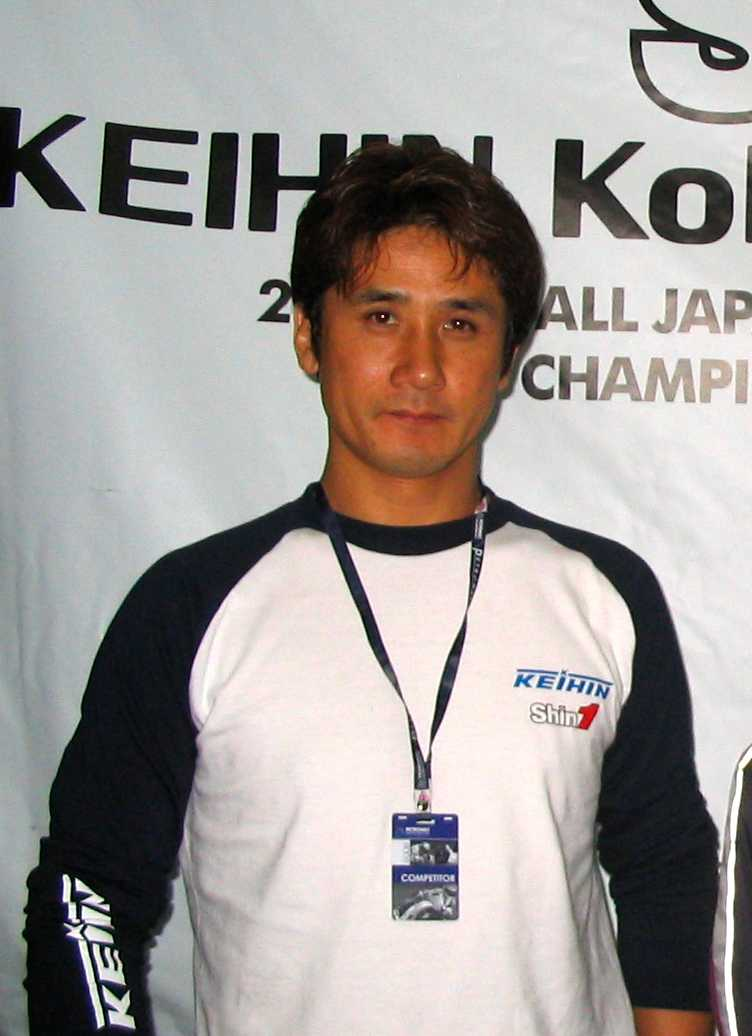
Shinichi Ito in 2008.

Shinichi Ito (Japans: 伊藤 真一, Itō Shin'ichi, Kakuda, 7 december 1966) is een Japans motorcoureur.

## Carrière
Tussen 1988 en 1992 nam Ito deel aan de 500 cc-klasse van het All Japan Road Race Championship op een Honda. Hij eindigde nooit buiten de top 7 in het kampioenschap en won in 1990 de titel in deze klasse. In zowel 1988 als 1991 werd hij ook zevende in de 8 uur van Suzuka, met respectievelijk Masumitsu Taguchi en Daryl Beattie als co-coureurs. Tussen 1988 en 1992 nam hij ook ieder jaar deel aan zijn thuisrace in de 500 cc-klasse van het wereldkampioenschap wegrace als wildcardcoureur op een Honda. Zijn beste klassering in deze race was in 1992, toen hij vierde werd.

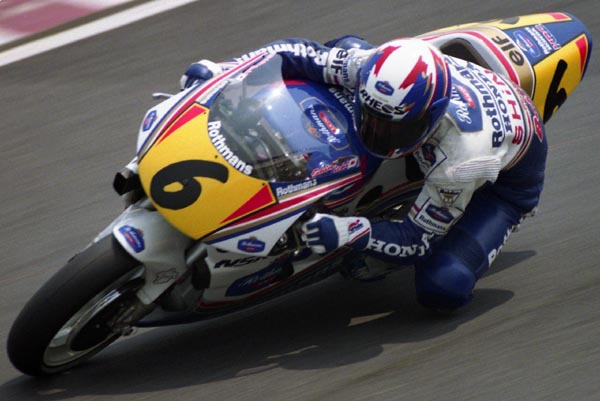
Shinichi Ito in de Grand Prix van Japan 1993.

In 1993 maakte Ito zijn debuut als fulltime coureur in het WK 500 cc voor het fabrieksteam van Honda, naast Mick Doohan en Daryl Beattie. Hij behaalde drie top 5-klasseringen en eindigde in elke race die hij finishte in de top 10. In Duitsland behaalde hij zijn enige pole position in de klasse en stond hij voor het eerst op het podium met een derde plaats. Met 119 punten werd hij zevende in het kampioenschap. Tevens reed hij dat jaar ook in het Japanse 500 cc-kampioenschap, waarin hij negende werd. In 1994 eindigde hij negen keer in de top 5. Hij behaalde drie podiumplaatsen: in Maleisië en Japan werd hij derde, terwijl hij in Tsjechië tweede werd. Met 141 punten werd hij wederom zevende in de eindstand. Ook nam hij dat jaar, samen met Shinya Takeishi, deel aan de 8 uur van Suzuka, waarin hij derde werd.
In 1995 reed Ito tijdens zijn thuisrace lange tijd aan de leiding in een regenachtige race. Met zeven ronden te gaan kwam hij echter ten val en kon hij de race niet finishen. Dit was de enige race dat seizoen waarin hij niet in de top 10 eindigde. Hij behaalde twee podiumplaatsen in Duitsland en Europa en verbeterde zichzelf naar de vijfde plaats in het klassement met 127 punten. Ook reed hij dat jaar wederom in de 8 uur van Suzuka, waarin hij met Satoshi Tsujimoto tweede werd. In 1996 kreeg hij van het fabrieksteam van Honda een nieuwe motorfiets, die minder vermogen had dan de meeste andere motoren. Zijn beste resultaat dat jaar was een zesde plaats in Catalonië, maar hij eindigde wel in twaalf van de vijftien races in de punten. Met 77 punten werd hij twaalfde in de rangschikking. Ook werd hij samen met Tsujimoto elfde in de 8 uur van Suzuka.
In 1997 keerde Ito terug naar Japan om deel te nemen aan het Japans kampioenschap superbike op een Honda. Dat jaar debuteerde hij tevens in het wereldkampioenschap superbike als wildcardcoureur tijdens het weekend op Sugo, maar kwam in geen van beide races aan de finish. Daarentegen won hij dat jaar wel voor het eerst de 8 uur van Suzuka, samen met Tohru Ukawa. In 1998 werd hij kampioen in het Japans kampioenschap superbike en won hij met Ukawa wederom de 8 uur van Suzuka. Dat jaar reed hij wederom in de race op Sugo van het WK superbike, waarin hij ditmaal in de eerste race achtste werd. In 1999 werd hij vierde in het Japans kampioenschap superbike en keerde hij terug in het WK 500 cc als wildcardcoureur in zijn thuisrace, waarin hij zevende werd. Verder reed hij dat jaar opnieuw in de race op Sugo in het WK superbike, met een elfde plaats in de eerste race als beste klassering.
In 2000 werd Ito testcoureur voor bandenfabrikant Bridgestone, dat vanaf 2001 deel zou nemen aan het WK 500 cc. Samen met Nobuatsu Aoki was hij verantwoordelijk voor de ontwikkeling van deze banden. Daarnaast bleef hij actief in het Japans kampioenschap superbike, waarin hij vierde werd. Ook kreeg hij dat jaar wederom een uitnodiging van het WK superbike om deel te nemen aan het weekend op Sugo, maar kwam in geen van beide races aan de start. In de 8 uur van Suzuka werd hij, samen met Tadayuki Okada en Alex Barros, achtste. In 2001 waren de races in het WK superbike op Sugo zijn enige competitieve uitingen, waarin hij vierde en negende werd.
In 2002 reed Ito op een Honda in de eerste race van de MotoGP, de vervanger van het WK 500 cc, in zijn thuisrace. Hij kwalificeerde zich als derde en finishte als vierde. Aan het eind van het jaar kreeg hij nog een wildcard voor de race in Australië, maar kwam hierin niet aan de finish. Hij reed slechts een weekend in het Japans kampioenschap superbike, waarin hij vierde werd op de Suzuka International Racing Course. In 2003 werd hij elfde in dit kampioenschap, terwijl hij in 2004 drie zeges behaalde.
In 2005 keerde Ito terug als fulltime coureur in het Japans kampioenschap superbike en werd direct kampioen op een Honda, iets dat hij in het daaropvolgende seizoen herhaalde. In 2005 keerde hij tevens terug in de MotoGP als testcoureur van het samenwerkingsproject tussen Ducati en Bridgestone. In deze rol kwam hij in de Turkije in actie als vervanger van de geblesseerde Loris Capirossi. Hij werd in die race echter gediskwalificeerd voor het negeren van een ride through penalty, die hij kreeg voor het maken van een valse start. In 2006 werd hij wederom kampioen in het Japans kampioenschap superbike met drie overwinningen. Ook won hij voor de derde keer de 8 uur van Suzuka, dit keer samen met Takeshi Tsujimura.
In 2007 bleef Ito actief als testcoureur van Ducati-Bridgestone. In voorbereiding op het seizoen brak hij op de Twin Ring Motegi zijn dijbeen, waardoor hij de start van het jaar moest missen. Toen hij weer in actie kwam, werd hij samen met Yusuka Teshima derde in de 8 uur van Suzuka. Dat jaar kwam hij wederom aan de start in zijn thuisrace op een Ducati als vervanger van de ontslagen Alex Hofmann, waarin hij vijftiende werd. Tussen 2008 en 2011 nam hij elk jaar deel aan het Japans kampioenschap superbike, waarin hij achtereenvolgens zevende, zevende, vijfde en zeventiende werd in de eindstand. In 2011 won hij opnieuw de 8 uur van Suzuka en keerde hij tevens terug in de MotoGP met een wildcard in zijn thuisrace op een Honda. Hij werd uitgenodigd om "moed en steun te brengen aan het oosten van Japan", dat eerder dat jaar getroffen werd door een zeebeving. Op 44-jarige leeftijd werd hij dertiende in de race.
In 2013 keerde Ito terug in het Japans kampioenschap superbike, waarin hij op plaats 39 eindigde. Tot 2019 nam hij regelmatig deel aan races van het FIM Endurance World Championship. Daarnaast reed hij in 2017 voor het laatst in het Japans kampioenschap superbike, waarin hij op plaats 21 in het kampioenschap eindigde.